# Cypholophus patens
Cypholophus patens är en nässelväxtart som beskrevs av H. Winkl.. Cypholophus patens ingår i släktet Cypholophus och familjen nässelväxter. Inga underarter finns listade i Catalogue of Life.